# Stan Ridgway
Stan Ridgway (* 5. dubna 1954) je americký zpěvák a kytarista. V roce 1977 spoluzaložil skupinu Wall of Voodoo, z níž odešel roku 1983 (kapela následně pokračovala s novým zpěvákem až do roku 1989). Ještě v roce 1983 zahájil sólovou kariéru. Toho roku představil píseň „Don't Box Me In“, kterou napsal spolu s Stewartem Copelandem. Píseň byla původně uvedena ve filmu Dravé ryby režiséra Francise Forda Coppoly a poté rovněž vyšla jako singl. Své první sólové album vydal Ridgway v roce 1986 pod názvem The Big Heat. Přestože je jeho hlavním nástrojem kytara, hraje také na foukací harmoniku a klávesové nástroje. V roce 2016 získal italské ocenění Premio Tenco.

## Sólová diskografie
- The Big Heat (1986)
- Mosquitos (1989)
- Partyball (1991)
- Black Diamond (1996)
- Anatomy (1999)
- Snakebite (2004)
- Neon Mirage (2010)
- Mr. Trouble (2012)
- Priestess of the Promised Land (2016)